# یوتا تلسکوپ
یوتا تلسکوپ یک ستاره است که در صورت فلکی تلسکوپ قرار دارد.